# Alloperla natchez
Alloperla natchez är en bäcksländeart som beskrevs av Surdick och Bill P.Stark 1980. Alloperla natchez ingår i släktet Alloperla och familjen blekbäcksländor. Inga underarter finns listade i Catalogue of Life.